# Big Brother 2003

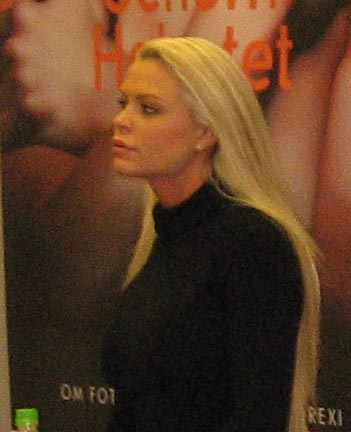
Linda Rosing en av deltagarna detta år.

Big Brother 2003 blev återigen en stor succé för Kanal 5. Profiler detta år blev Linda Rosing och Daniel Sörensen (vinnare). De spelade in en musikvideo "Alive" 

## Deltagare

### Vinnare
1. Danne Sörensen (joker)

### Övriga deltagare
- Christian Litzell
- Kajsa Larsson
- Lars-Robert "Larssa" Stefansson
- Lina Lindroth
- Linda Rosing
- Malin Gudmundsson
- Marika Ruuska
- Micke Lindgren (joker)
- Mattias Rosberg
- Peter Lindståhl